# (4302) Markeev
(4302) Markeev (1968 HP) – planetoida z pasa głównego asteroid okrążająca Słońce w ciągu 3,85 lat w średniej odległości 2,46 j.a. Odkryta 22 kwietnia 1968 roku.